# Bernhard Pflug
Bernhard Pflug, zeitgenössisch meist Pflugk (* 21. August 1637 auf Burg Posterstein; † 28. März 1716 in Heuckewalde) war Geheimer Rat und Hofmarschall des Herzogs Moritz Wilhelm von Sachsen, Oberstallmeister, Hauptmann des Neustädtischen Kreises und Rittergutsbesitzer.

## Leben

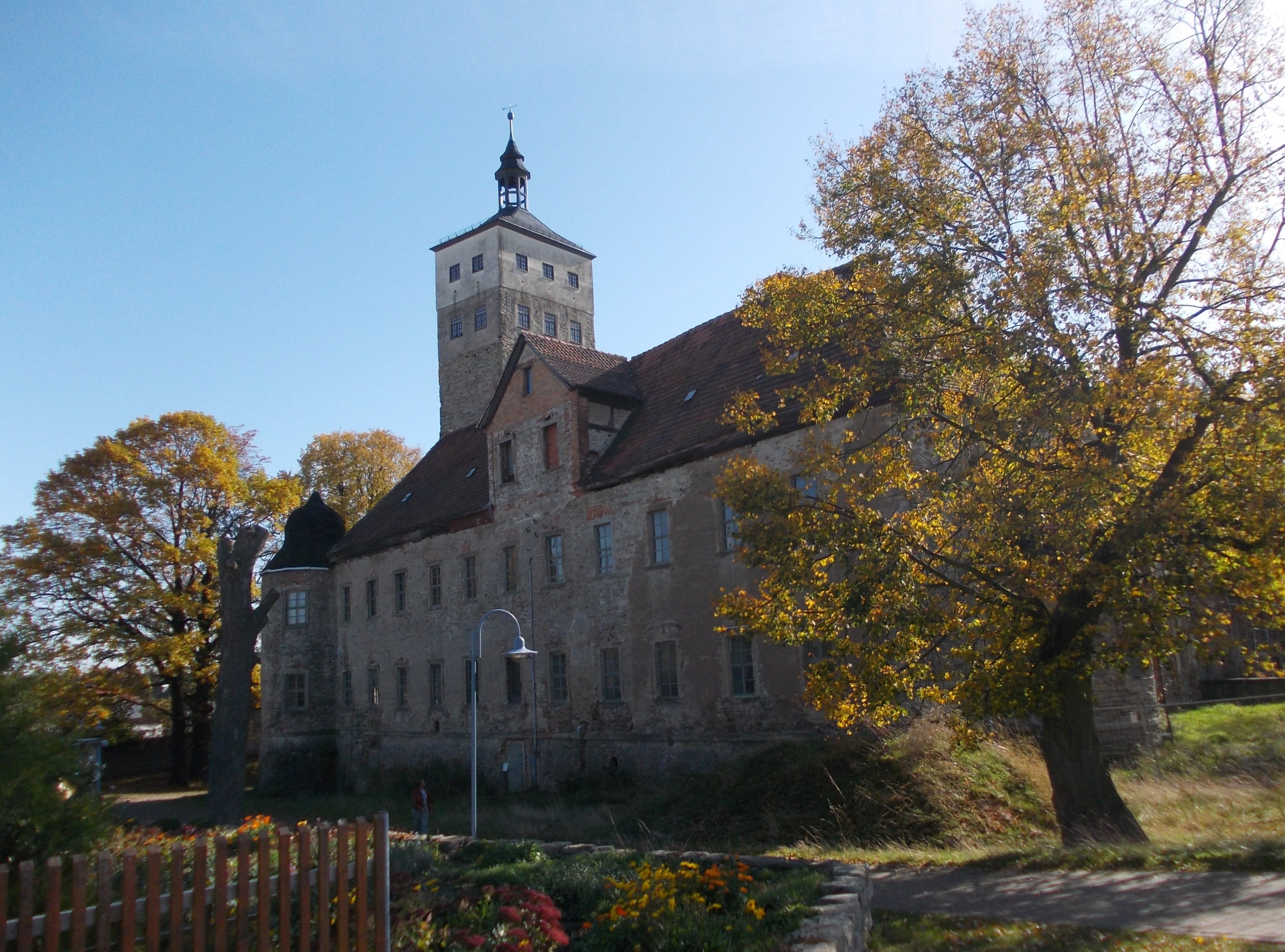
Schloss Heuckewalde, von 1685 bis 1713 im Besitz von Bernhard Pflug

Bernhard Pflug entstammte dem alteingesessenen böhmisch-sächsischen Adelsgeschlecht Pflug und war der Sohn des Alexander Pflug (1609–1656) und seiner Ehefrau Katharina geb. Metsch. Georg Dietrich Pflug auf Posterstein war sein Bruder.
Näheres über Bernhard Pflugs Schul- und Studienzeit ist derzeit noch nicht näher erforscht. Nach vorausgegangenen Verhandlungen kaufte er am 23. Dezember 1685/11. Januar 1686 von Hans Joachim und Moritz Anckelmann, den Erben des 1684 verstorbenen Zeitzer Domdechanten Wolf Albrecht Anckelmann, dessen Schloss Heuckewalde. 1686 wurde er dann von Herzog Moritz Wilhelm mit diesem Schloss nebst Zubehör belehnt.
Bernhard Pflug stand damals in herzoglichen Diensten. Er war dessen Geheimer Rat und Hofmarschall und war für ihn auch als Hauptmann des Neustädtischen Kreises tätig. Später wurde er außerdem Oberstallmeister. Leider erbrachte die Gutswirtschaft in Heuckewalde nicht den erhofften Ertrag, so dass Bernhard Pflug seinen Dienstherrn um die Genehmigung einer zusätzlichen Einnahmequelle bat. Er fand diese im Bau eines Straßengasthofes an der von Langenberg bei Gera nach Langendorf bei Zeitz führenden Heerstraße, auf der regelmäßig die Geraer Post verkehrte. Bernhard Pflug kaufte ein an dieser Straße gelegenes, wüst liegendes Grundstück in unmittelbarer Nähe der kleinen Siedlung Giebelroth. Dort gestattete ihm Herzog Moritz Wilhelm von Sachsen-Zeitz durch eine am 24. Februar 1691 erfolgte Bekanntmachung, einen neuen Gasthof zur Verbesserung des Rittergutes Heuckewalde zu erbauen. Der Herzog privilegierte Bernhard Pflug damit, dass in solcher Schenke und Gasthaus gegen entsprechende Bezahlung einheimische und fremde reisende Personen zu Ross und zu Fuß, mit Wagen, Geschirr, Kutschen oder Karren Tag und Nacht aufgenommen, beherbergt, und gespeiset werden mögen. Allerdings untersagte der Herzog von Anfang an, dass in diesem Gasthof verdächtige Personen aufgenommen oder geduldet werden, und verlangte gleichzeitig die Entrichtung der gewöhnlichen Tranksteuer.
Unterlagen aus dem schriftlichen Nachlass von Bernhard Pflug befinden sich heute im Gutsarchiv Heuckewalde im Landesarchiv Sachsen-Anhalt in Wernigerode.